# Annika Billstam
Annika Billstam (født 8. marts 1976 i Uppsala) er en svensk orienteringsløber. Hun løber for OK Linné og det svenske landshold.
Hun fik sit store gennembrud i 2007, da hun vandt sølv på stafetten ved VM. Efterfølgende har 2011 været hendes bedste år, da hun tog sin første, og indtil nu eneste, individuelle guldmedalje på langdistancen ved VM i 2011. Billstam har sammenlagt ni medaljer fra VM og én bronzemedalje fra EM. Hun har vundet to World Cup-sejre og ni podiepladser. Hun har desuden vundet Elitserien i orienteringløb både i 2010 og 2011.